# خلیج کره
خلیج کره (انگلیسی: Korea Bay) که گاهی خلیج غربی کره نیز نامیده می‌شود، پیشروی شمالی آب‌های دریای زرد است که میان استان لیائونینگ چین و استان پیونگان شمالی در کره شمالی قرار دارد.
خلیج کره توسط شبه‌جزیره لیائودونگ و جنوبی‌ترین نقطه دالیان از دریای بوهای جدا می‌شود.
رودخانه یالو که مرز میان چین و کره شمالی را مشخص می‌سازد، میان داندونگ (چین) و سینوئیجو (کره شمالی) به خلیج کره می‌ریزد.